# 宿州黄河故道
宿州黄河故道或称皖北黄河故道、萧砀黄河故道、萧砀百里黄河故道，是指位于安徽省宿州市下辖的萧县和砀山县境内的黄河故道。清代，砀山县、萧县同属江苏省徐州府。咸丰五年（1855年）黄河大改道之前，黄河先由砀山县入境，再从萧县流入今天的江苏省徐州市境。故道全长95.4公里，流域面积470平方公里。
安徽省人民政府在两县分别设立萧县黄河故道自然保护区、砀山黄河故道自然保护区和古黄河省级森林公园。十二五期间，萧县和砀山县准备将两个省级自然保护区整合晋升为国家级自然保护区。2016年6月7日安徽省林业厅发文，以对中国民主同盟安徽省委员会在省政协提出的建设“皖北黄河故道湿地与森林公园”的相关提案进行回复。林业厅在回复函中表示，将与安徽省和宿州市的相关部门，“进一步指导砀山和萧县编制自然保护区总体规划，申报黄河故道国家级自然保护区工作。”。

## 在萧县境内
萧县的黄河故道长48公里，今分属刘套镇、杨楼镇、新庄镇，属河流型湿地。集水面积181.2平方公里，富水期曾近400平方公里。其中，刘套段长15.6千米，流域面积约22.8平方公里。现存河道的水源来源于自然降水。
2009年，宿州市人民政府批准设立市级自然保护区。2012年，安徽省人民政府批准设立省级湿地自然保护区，总面积3200公顷。

## 在砀山县境内
黄河故道贯穿砀山县，西起官庄坝镇下河陈庄桩，东至葛集镇高寨村，途经七个镇（官庄坝镇、玄庙镇、周寨镇、砀城镇、良梨镇、葛集镇、唐寨镇）以及官庄林场、果园场、县林场和园艺场。东西长46.8公里，南北平均宽度2.2公里，流域面积277.8平方公里，水面面积36.5平方公里。水面宽度在15米和32米之间，平均宽度21.6米，水深3.6米。故道两侧，林地、湿地间杂分布。土壤以沙质和沙壤质为主。
2003年12月，安徽省林业厅批准设立古黄河省级森林公园，总面积1400公顷。2016年6月7日安徽省林业厅发文，在这份与黄河故道相关的回复函中表示，古黄河省级森林公园自2003年“批建以来，该森林公园未编制总体规划和成立相应管理机构，未开展森林旅游活动，省级森林公园主体功能无法正常发挥。”林业厅已于2016年1月发文责令限期整改。同年10月，安徽省国土资源厅同意砀山黄河故道申报安徽省省级地质公园。2017年1月，省国土资源厅批准设立安徽砀山古黄河地质公园，位于官庄坝镇和玄庙镇境内。9月26日，在岳庄坝水库举行公园开工仪式。。